# كأس القارات لكرة السلة 1982
كأس القارات لكرة السلة 1982 هو الموسم 15 من  كأس القارات لكرة السلة. أشرف على تنظيمه الاتحاد الدولي لكرة السلة، وكان عدد الأندية المشاركة فيه  6، وفاز فيه بالاكانسترو كانتو.